# Tour of Guangxi 2024
Tour of Guangxi 2024 – 5. edycja wyścigu kolarskiego Tour of Guangxi, która odbyła się w dniach od 15 do 20 października 2024 na liczącej ponad 1021 kilometrów trasie składającej się z 6 etapów i biegnącej z Fangchenggang do Nanning. Impreza kategorii 2.UWT należała do cyklu UCI World Tour 2024.

## Etapy
| Etap | Data   | Start – Meta                                        | type        | Dystans (km) | Suma wzniesień (m) | Zwycięzca etapu     | Lider               |
| ---- | ------ | --------------------------------------------------- | ----------- | ------------ | ------------------ | ------------------- | ------------------- |
| 1    | 15 paź | Fangchenggang – Fangchenggang                       | płaski      | 149,4        | 1604 m             | Lionel Taminiaux    | Lionel Taminiaux    |
| 2    | 16 paź | Chongzuo – Jingxi City                              | pagórkowaty | 181,5        | 2175 m             | Warre Vangheluwe    | Max Kanter          |
| 3    | 17 paź | Jingxi City – Bama Yao Autonomous County            | pagórkowaty | 214          | 2563 m             | Ethan Vernon        | Ethan Vernon        |
| 4    | 18 paź | Bama Yao Autonomous County – Jinchengjiang District | pagórkowaty | 176,9        | 2835 m             | Ethan Vernon        | Max Kanter          |
| 5    | 19 paź | Yizhou District – Nongla Provincial Natural Reserve | pagórkowaty | 165,8        | 1881 m             | Lennert Van Eetvelt | Lennert Van Eetvelt |
| 6    | 20 paź | Nanning – Nanning                                   | pagórkowaty | 134,3        | 1673 m             | Matevž Govekar      | Lennert Van Eetvelt |

## Uczestnicy

### Drużyny
| WorldTeams (16)- Arkéa-B&B Hotels - Astana Qazaqstan Team - Bahrain Victorious - Cofidis - Decathlon-AG2R La Mondiale - EF Education-EasyPost - Ineos Grenadiers - Intermarché-Wanty - Lidl-Trek - Movistar Team - Red Bull-Bora-Hansgrohe - Soudal Quick-Step - Team dsm-firmenich PostNL - Team Visma \| Lease a Bike - Team Jayco AlUla - UAE Team Emirates ProTeams (2)- Israel-Premier Tech - Lotto Dstny Reprezentacja- Chiny |
| |

### Lista startowa
| Team Visma \| Lease a Bike TVL | Team Visma \| Lease a Bike TVL | Team Visma \| Lease a Bike TVL |
| ------------------------------ | ------------------------------ | ------------------------------ |
| Nr                             | Kolarz                         | Miejsce                        |
| 1                              | Milan Vader (NED)              | DNF-3                          |
| 2                              | Koen Bouwman (NED)             | 58.                            |
| 4                              | Johannes Staune-Mittet (NOR)   | 15.                            |
| 5                              | Tosh Van der Sande (BEL)       | 64.                            |
| 6                              | Mick van Dijke (NED)           | 26.                            |
| 7                              | Julien Vermote (BEL)           | 44.                            |

| Arkéa-B&B Hotels ARK | Arkéa-B&B Hotels ARK  | Arkéa-B&B Hotels ARK |
| -------------------- | --------------------- | -------------------- |
| Nr                   | Kolarz                | Miejsce              |
| 11                   | Louis Barré (FRA)     | 80.                  |
| 12                   | Ewen Costiou (FRA)    | 9.                   |
| 13                   | David Dekker (NED)    | 104.                 |
| 14                   | Élie Gesbert (FRA)    | 33.                  |
| 15                   | Donavan Grondin (FRA) | 84.                  |
| 16                   | Mathis Le Berre (FRA) | 30.                  |
| 17                   | Matis Louvel (FRA)    | 71.                  |

| Astana Qazaqstan Team AST | Astana Qazaqstan Team AST | Astana Qazaqstan Team AST |
| ------------------------- | ------------------------- | ------------------------- |
| Nr                        | Kolarz                    | Miejsce                   |
| 21                        | Davide Ballerini (ITA)    | 90.                       |
| 22                        | Jewgienij Fiodorow (KAZ)  | 111.                      |
| 23                        | Lorenzo Fortunato (ITA)   | 8.                        |
| 24                        | Max Kanter (GER)          | 50.                       |
| 25                        | Aleksiej Łucenko (KAZ)    | 48.                       |
| 26                        | Rüdiger Selig (GER)       | 106.                      |
| 27                        | Gleb Syrica               | 109.                      |

| Bahrain Victorious TBV | Bahrain Victorious TBV    | Bahrain Victorious TBV |
| ---------------------- | ------------------------- | ---------------------- |
| Nr                     | Kolarz                    | Miejsce                |
| 31                     | Alberto Bruttomesso (ITA) |                        |
| 32                     | Matevž Govekar (SLO)      |                        |
| 33                     | Finlay Pickering (GBR)    |                        |
| 34                     | Dušan Rajović (SRB)       |                        |
| 35                     | Robert Stannard (AUS)     |                        |
| 36                     | Torstein Træen (NOR)      |                        |
| 37                     | Łukasz Wiśniowski (POL)   |                        |

| Cofidis COF | Cofidis COF           | Cofidis COF |
| ----------- | --------------------- | ----------- |
| Nr          | Kolarz                | Miejsce     |
| 41          | Piet Allegaert (BEL)  |             |
| 42          | Thomas Champion (FRA) |             |
| 43          | Milan Fretin (BEL)    |             |
| 44          | Gorka Izagirre (ESP)  |             |
| 45          | Oliver Knight (GBR)   |             |
| 46          | Rubén Fernández (ESP) |             |
| 47          | Ludovic Robeet (BEL)  |             |

| Decathlon-AG2R La Mondiale DAT | Decathlon-AG2R La Mondiale DAT | Decathlon-AG2R La Mondiale DAT |
| ------------------------------ | ------------------------------ | ------------------------------ |
| Nr                             | Kolarz                         | Miejsce                        |
| 51                             | Alex Baudin (FRA)              |                                |
| 52                             | Geoffrey Bouchard (FRA)        |                                |
| 53                             | Dries De Bondt (BEL)           |                                |
| 54                             | Stan Dewulf (BEL)              |                                |
| 55                             | Pierre Gautherat (FRA)         |                                |
| 56                             | Victor Lafay (FRA)             |                                |
| 57                             | Gianluca Pollefliet (BEL)      |                                |

| EF Education-EasyPost EFE | EF Education-EasyPost EFE   | EF Education-EasyPost EFE |
| ------------------------- | --------------------------- | ------------------------- |
| Nr                        | Kolarz                      | Miejsce                   |
| 61                        | Markel Beloki (ESP)         |                           |
| 62                        | Stefan Bissegger (SUI)      |                           |
| 63                        | Esteban Chaves (COL)        |                           |
| 64                        | Mikkel Frølich Honoré (DEN) | DNF-3                     |
| 65                        | Jack Rootkin-Gray (GBR)     |                           |
| 66                        | Jonas Rutsch (GER)          |                           |
| 67                        | Marijn van den Berg (NED)   |                           |

| Ineos Grenadiers IGD | Ineos Grenadiers IGD   | Ineos Grenadiers IGD |
| -------------------- | ---------------------- | -------------------- |
| Nr                   | Kolarz                 | Miejsce              |
| 72                   | Tobias Foss (NOR)      |                      |
| 73                   | Omar Fraile (ESP)      |                      |
| 74                   | Michael Leonard (CAN)  |                      |
| 75                   | Jhonatan Narváez (ECU) | DNF-3                |
| 76                   | Óscar Rodríguez (ESP)  |                      |
| 77                   | Artem Shmidt (USA)     |                      |

| Intermarché-Wanty IWA | Intermarché-Wanty IWA    | Intermarché-Wanty IWA |
| --------------------- | ------------------------ | --------------------- |
| Nr                    | Kolarz                   | Miejsce               |
| 81                    | Lilian Calmejane (FRA)   |                       |
| 82                    | Kevin Colleoni (ITA)     |                       |
| 84                    | Rune Herregodts (BEL)    |                       |
| 85                    | Rein Taaramäe (EST)      |                       |
| 86                    | Taco van der Hoorn (NED) |                       |
| 87                    | Gijs Van Hoecke (BEL)    |                       |

| Lidl-Trek LTK | Lidl-Trek LTK                    | Lidl-Trek LTK |
| ------------- | -------------------------------- | ------------- |
| Nr            | Kolarz                           | Miejsce       |
| 91            | Amanuel Ghebreigzabhier (ERI)    |               |
| 92            | Daan Hoole (NED)                 |               |
| 93            | Alex Kirsch (LUX)                |               |
| 94            | Quinn Simmons (USA)              |               |
| 95            | Jasper Stuyven (BEL)             | DNS-3         |
| 96            | Natnael Tesfatsion (ERI) (szosa) |               |
| 97            | Otto Vergaerde (BEL)             |               |

| Movistar Team MOV | Movistar Team MOV         | Movistar Team MOV |
| ----------------- | ------------------------- | ----------------- |
| Nr                | Kolarz                    | Miejsce           |
| 101               | Gonzalo Serrano (ESP)     |                   |
| 102               | Rémi Cavagna (FRA)        |                   |
| 103               | Davide Cimolai (ITA)      |                   |
| 104               | Iván García Cortina (ESP) |                   |
| 106               | Sergio Samitier (ESP)     |                   |
| 107               | Iván Sosa (COL)           |                   |

| Red Bull-Bora-Hansgrohe RBH | Red Bull-Bora-Hansgrohe RBH   | Red Bull-Bora-Hansgrohe RBH |
| --------------------------- | ----------------------------- | --------------------------- |
| Nr                          | Kolarz                        | Miejsce                     |
| 111                         | Emanuel Buchmann (GER)        | DNS-3                       |
| 112                         | Giovanni Aleotti (ITA)        |                             |
| 113                         | Alexander Hajek (AUT) (szosa) |                             |
| 114                         | Emil Herzog (GER)             |                             |
| 115                         | Luis-Joe Lührs (GER)          |                             |
| 116                         | Filip Maciejuk (POL)          |                             |
| 117                         | Maximilian Schachmann (GER)   |                             |

| Soudal Quick-Step SOQ | Soudal Quick-Step SOQ   | Soudal Quick-Step SOQ |
| --------------------- | ----------------------- | --------------------- |
| Nr                    | Kolarz                  | Miejsce               |
| 121                   | Josef Černý (CZE)       |                       |
| 122                   | Jan Hirt (CZE)          |                       |
| 123                   | James Knox (GBR)        |                       |
| 124                   | Luke Lamperti (USA)     |                       |
| 125                   | Pepijn Reinderink (NED) | 99.                   |
| 126                   | Martin Svrček (SVK)     |                       |
| 127                   | Warre Vangheluwe (BEL)  |                       |

| Team dsm-firmenich PostNL DFP | Team dsm-firmenich PostNL DFP | Team dsm-firmenich PostNL DFP |
| ----------------------------- | ----------------------------- | ----------------------------- |
| Nr                            | Kolarz                        | Miejsce                       |
| 131                           | Patrick Eddy (AUS)            |                               |
| 132                           | Fabio Jakobsen (NED)          | DNS-3                         |
| 133                           | Niklas Märkl (GER)            |                               |
| 134                           | Oscar Onley (GBR)             |                               |
| 135                           | Max Poole (GBR)               |                               |
| 136                           | Timo Roosen (NED)             |                               |
| 137                           | Casper van Uden (NED)         |                               |

| Team Jayco AlUla JAY | Team Jayco AlUla JAY        | Team Jayco AlUla JAY |
| -------------------- | --------------------------- | -------------------- |
| Nr                   | Kolarz                      | Miejsce              |
| 141                  | Lucas Plapp (AUS) (szosa)   | DNF-3                |
| 142                  | Welay Berehe (ETH)          |                      |
| 143                  | Amund Grøndahl Jansen (NOR) |                      |
| 144                  | Jan Maas (NED)              |                      |
| 145                  | Lucas Hamilton (AUS)        |                      |
| 146                  | Blake Quick (AUS)           | DNF-4                |
| 147                  | Callum Scotson (AUS)        | DNF-1                |

| UAE Team Emirates UAD | UAE Team Emirates UAD       | UAE Team Emirates UAD |
| --------------------- | --------------------------- | --------------------- |
| Nr                    | Kolarz                      | Miejsce               |
| 151                   | Igor Arrieta (ESP)          |                       |
| 152                   | Felix Großschartner (AUT)   |                       |
| 153                   | Vegard Stake Laengen (NOR)  | DNF-3                 |
| 154                   | Juan Sebastián Molano (COL) |                       |
| 155                   | Pawieł Siwakow (FRA)        |                       |
| 156                   | Michael Vink (NZL)          |                       |
| 157                   | Tim Wellens (BEL)           |                       |

| Israel-Premier Tech IPT | Israel-Premier Tech IPT | Israel-Premier Tech IPT |
| ----------------------- | ----------------------- | ----------------------- |
| Nr                      | Kolarz                  | Miejsce                 |
| 161                     | Chris Froome (GBR)      |                         |
| 162                     | Joseph Blackmore (GBR)  |                         |
| 163                     | Riley Pickrell (CAN)    |                         |
| 164                     | Nadav Raisberg (ISR)    |                         |
| 165                     | Jake Stewart (GBR)      |                         |
| 166                     | Gaj Sagiw (ISR)         |                         |
| 167                     | Ethan Vernon (GBR)      | 55.                     |

| Lotto Dstny LTD | Lotto Dstny LTD           | Lotto Dstny LTD |
| --------------- | ------------------------- | --------------- |
| Nr              | Kolarz                    | Miejsce         |
| 171             | Arjen Livyns (BEL)        |                 |
| 172             | Sylvain Moniquet (BEL)    |                 |
| 173             | Mathijs Paasschens (NED)  |                 |
| 174             | Eduardo Sepúlveda (ARG)   |                 |
| 175             | Liam Slock (BEL)          |                 |
| 176             | Lionel Taminiaux (BEL)    |                 |
| 177             | Lennert Van Eetvelt (BEL) | 1.              |

| Chiny CHN | Chiny CHN      | Chiny CHN |
| --------- | -------------- | --------- |
| Nr        | Kolarz         | Miejsce   |
| 181       | Lü Xianjing    |           |
| 182       | Ma Binyan      | DNF-3     |
| 183       | Yu Tao Shen    |           |
| 184       | Li Zhen        | DNF-4     |
| 185       | Sun Changsheng |           |
| 186       | Teng Geng      |           |
| 187       | Yu Jiaqing     |           |

| Team Visma \| Lease a Bike TVL | Team Visma \| Lease a Bike TVL | Team Visma \| Lease a Bike TVL |
| ------------------------------ | ------------------------------ | ------------------------------ |
| Nr                             | Kolarz                         | Miejsce                        |
| 1                              | Milan Vader (NED)              | DNF-3                          |
| 2                              | Koen Bouwman (NED)             | 58.                            |
| 4                              | Johannes Staune-Mittet (NOR)   | 15.                            |
| 5                              | Tosh Van der Sande (BEL)       | 64.                            |
| 6                              | Mick van Dijke (NED)           | 26.                            |
| 7                              | Julien Vermote (BEL)           | 44.                            |

| Arkéa-B&B Hotels ARK | Arkéa-B&B Hotels ARK  | Arkéa-B&B Hotels ARK |
| -------------------- | --------------------- | -------------------- |
| Nr                   | Kolarz                | Miejsce              |
| 11                   | Louis Barré (FRA)     | 80.                  |
| 12                   | Ewen Costiou (FRA)    | 9.                   |
| 13                   | David Dekker (NED)    | 104.                 |
| 14                   | Élie Gesbert (FRA)    | 33.                  |
| 15                   | Donavan Grondin (FRA) | 84.                  |
| 16                   | Mathis Le Berre (FRA) | 30.                  |
| 17                   | Matis Louvel (FRA)    | 71.                  |

| Astana Qazaqstan Team AST | Astana Qazaqstan Team AST | Astana Qazaqstan Team AST |
| ------------------------- | ------------------------- | ------------------------- |
| Nr                        | Kolarz                    | Miejsce                   |
| 21                        | Davide Ballerini (ITA)    | 90.                       |
| 22                        | Jewgienij Fiodorow (KAZ)  | 111.                      |
| 23                        | Lorenzo Fortunato (ITA)   | 8.                        |
| 24                        | Max Kanter (GER)          | 50.                       |
| 25                        | Aleksiej Łucenko (KAZ)    | 48.                       |
| 26                        | Rüdiger Selig (GER)       | 106.                      |
| 27                        | Gleb Syrica               | 109.                      |

| Bahrain Victorious TBV | Bahrain Victorious TBV    | Bahrain Victorious TBV |
| ---------------------- | ------------------------- | ---------------------- |
| Nr                     | Kolarz                    | Miejsce                |
| 31                     | Alberto Bruttomesso (ITA) |                        |
| 32                     | Matevž Govekar (SLO)      |                        |
| 33                     | Finlay Pickering (GBR)    |                        |
| 34                     | Dušan Rajović (SRB)       |                        |
| 35                     | Robert Stannard (AUS)     |                        |
| 36                     | Torstein Træen (NOR)      |                        |
| 37                     | Łukasz Wiśniowski (POL)   |                        |

| Cofidis COF | Cofidis COF           | Cofidis COF |
| ----------- | --------------------- | ----------- |
| Nr          | Kolarz                | Miejsce     |
| 41          | Piet Allegaert (BEL)  |             |
| 42          | Thomas Champion (FRA) |             |
| 43          | Milan Fretin (BEL)    |             |
| 44          | Gorka Izagirre (ESP)  |             |
| 45          | Oliver Knight (GBR)   |             |
| 46          | Rubén Fernández (ESP) |             |
| 47          | Ludovic Robeet (BEL)  |             |

| Decathlon-AG2R La Mondiale DAT | Decathlon-AG2R La Mondiale DAT | Decathlon-AG2R La Mondiale DAT |
| ------------------------------ | ------------------------------ | ------------------------------ |
| Nr                             | Kolarz                         | Miejsce                        |
| 51                             | Alex Baudin (FRA)              |                                |
| 52                             | Geoffrey Bouchard (FRA)        |                                |
| 53                             | Dries De Bondt (BEL)           |                                |
| 54                             | Stan Dewulf (BEL)              |                                |
| 55                             | Pierre Gautherat (FRA)         |                                |
| 56                             | Victor Lafay (FRA)             |                                |
| 57                             | Gianluca Pollefliet (BEL)      |                                |

| EF Education-EasyPost EFE | EF Education-EasyPost EFE   | EF Education-EasyPost EFE |
| ------------------------- | --------------------------- | ------------------------- |
| Nr                        | Kolarz                      | Miejsce                   |
| 61                        | Markel Beloki (ESP)         |                           |
| 62                        | Stefan Bissegger (SUI)      |                           |
| 63                        | Esteban Chaves (COL)        |                           |
| 64                        | Mikkel Frølich Honoré (DEN) | DNF-3                     |
| 65                        | Jack Rootkin-Gray (GBR)     |                           |
| 66                        | Jonas Rutsch (GER)          |                           |
| 67                        | Marijn van den Berg (NED)   |                           |

| Ineos Grenadiers IGD | Ineos Grenadiers IGD   | Ineos Grenadiers IGD |
| -------------------- | ---------------------- | -------------------- |
| Nr                   | Kolarz                 | Miejsce              |
| 72                   | Tobias Foss (NOR)      |                      |
| 73                   | Omar Fraile (ESP)      |                      |
| 74                   | Michael Leonard (CAN)  |                      |
| 75                   | Jhonatan Narváez (ECU) | DNF-3                |
| 76                   | Óscar Rodríguez (ESP)  |                      |
| 77                   | Artem Shmidt (USA)     |                      |

| Intermarché-Wanty IWA | Intermarché-Wanty IWA    | Intermarché-Wanty IWA |
| --------------------- | ------------------------ | --------------------- |
| Nr                    | Kolarz                   | Miejsce               |
| 81                    | Lilian Calmejane (FRA)   |                       |
| 82                    | Kevin Colleoni (ITA)     |                       |
| 84                    | Rune Herregodts (BEL)    |                       |
| 85                    | Rein Taaramäe (EST)      |                       |
| 86                    | Taco van der Hoorn (NED) |                       |
| 87                    | Gijs Van Hoecke (BEL)    |                       |

| Lidl-Trek LTK | Lidl-Trek LTK                    | Lidl-Trek LTK |
| ------------- | -------------------------------- | ------------- |
| Nr            | Kolarz                           | Miejsce       |
| 91            | Amanuel Ghebreigzabhier (ERI)    |               |
| 92            | Daan Hoole (NED)                 |               |
| 93            | Alex Kirsch (LUX)                |               |
| 94            | Quinn Simmons (USA)              |               |
| 95            | Jasper Stuyven (BEL)             | DNS-3         |
| 96            | Natnael Tesfatsion (ERI) (szosa) |               |
| 97            | Otto Vergaerde (BEL)             |               |

| Movistar Team MOV | Movistar Team MOV         | Movistar Team MOV |
| ----------------- | ------------------------- | ----------------- |
| Nr                | Kolarz                    | Miejsce           |
| 101               | Gonzalo Serrano (ESP)     |                   |
| 102               | Rémi Cavagna (FRA)        |                   |
| 103               | Davide Cimolai (ITA)      |                   |
| 104               | Iván García Cortina (ESP) |                   |
| 106               | Sergio Samitier (ESP)     |                   |
| 107               | Iván Sosa (COL)           |                   |

| Red Bull-Bora-Hansgrohe RBH | Red Bull-Bora-Hansgrohe RBH   | Red Bull-Bora-Hansgrohe RBH |
| --------------------------- | ----------------------------- | --------------------------- |
| Nr                          | Kolarz                        | Miejsce                     |
| 111                         | Emanuel Buchmann (GER)        | DNS-3                       |
| 112                         | Giovanni Aleotti (ITA)        |                             |
| 113                         | Alexander Hajek (AUT) (szosa) |                             |
| 114                         | Emil Herzog (GER)             |                             |
| 115                         | Luis-Joe Lührs (GER)          |                             |
| 116                         | Filip Maciejuk (POL)          |                             |
| 117                         | Maximilian Schachmann (GER)   |                             |

| Soudal Quick-Step SOQ | Soudal Quick-Step SOQ   | Soudal Quick-Step SOQ |
| --------------------- | ----------------------- | --------------------- |
| Nr                    | Kolarz                  | Miejsce               |
| 121                   | Josef Černý (CZE)       |                       |
| 122                   | Jan Hirt (CZE)          |                       |
| 123                   | James Knox (GBR)        |                       |
| 124                   | Luke Lamperti (USA)     |                       |
| 125                   | Pepijn Reinderink (NED) | 99.                   |
| 126                   | Martin Svrček (SVK)     |                       |
| 127                   | Warre Vangheluwe (BEL)  |                       |

| Team dsm-firmenich PostNL DFP | Team dsm-firmenich PostNL DFP | Team dsm-firmenich PostNL DFP |
| ----------------------------- | ----------------------------- | ----------------------------- |
| Nr                            | Kolarz                        | Miejsce                       |
| 131                           | Patrick Eddy (AUS)            |                               |
| 132                           | Fabio Jakobsen (NED)          | DNS-3                         |
| 133                           | Niklas Märkl (GER)            |                               |
| 134                           | Oscar Onley (GBR)             |                               |
| 135                           | Max Poole (GBR)               |                               |
| 136                           | Timo Roosen (NED)             |                               |
| 137                           | Casper van Uden (NED)         |                               |

| Team Jayco AlUla JAY | Team Jayco AlUla JAY        | Team Jayco AlUla JAY |
| -------------------- | --------------------------- | -------------------- |
| Nr                   | Kolarz                      | Miejsce              |
| 141                  | Lucas Plapp (AUS) (szosa)   | DNF-3                |
| 142                  | Welay Berehe (ETH)          |                      |
| 143                  | Amund Grøndahl Jansen (NOR) |                      |
| 144                  | Jan Maas (NED)              |                      |
| 145                  | Lucas Hamilton (AUS)        |                      |
| 146                  | Blake Quick (AUS)           | DNF-4                |
| 147                  | Callum Scotson (AUS)        | DNF-1                |

| UAE Team Emirates UAD | UAE Team Emirates UAD       | UAE Team Emirates UAD |
| --------------------- | --------------------------- | --------------------- |
| Nr                    | Kolarz                      | Miejsce               |
| 151                   | Igor Arrieta (ESP)          |                       |
| 152                   | Felix Großschartner (AUT)   |                       |
| 153                   | Vegard Stake Laengen (NOR)  | DNF-3                 |
| 154                   | Juan Sebastián Molano (COL) |                       |
| 155                   | Pawieł Siwakow (FRA)        |                       |
| 156                   | Michael Vink (NZL)          |                       |
| 157                   | Tim Wellens (BEL)           |                       |

| Israel-Premier Tech IPT | Israel-Premier Tech IPT | Israel-Premier Tech IPT |
| ----------------------- | ----------------------- | ----------------------- |
| Nr                      | Kolarz                  | Miejsce                 |
| 161                     | Chris Froome (GBR)      |                         |
| 162                     | Joseph Blackmore (GBR)  |                         |
| 163                     | Riley Pickrell (CAN)    |                         |
| 164                     | Nadav Raisberg (ISR)    |                         |
| 165                     | Jake Stewart (GBR)      |                         |
| 166                     | Gaj Sagiw (ISR)         |                         |
| 167                     | Ethan Vernon (GBR)      | 55.                     |

| Lotto Dstny LTD | Lotto Dstny LTD           | Lotto Dstny LTD |
| --------------- | ------------------------- | --------------- |
| Nr              | Kolarz                    | Miejsce         |
| 171             | Arjen Livyns (BEL)        |                 |
| 172             | Sylvain Moniquet (BEL)    |                 |
| 173             | Mathijs Paasschens (NED)  |                 |
| 174             | Eduardo Sepúlveda (ARG)   |                 |
| 175             | Liam Slock (BEL)          |                 |
| 176             | Lionel Taminiaux (BEL)    |                 |
| 177             | Lennert Van Eetvelt (BEL) | 1.              |

| Chiny CHN | Chiny CHN      | Chiny CHN |
| --------- | -------------- | --------- |
| Nr        | Kolarz         | Miejsce   |
| 181       | Lü Xianjing    |           |
| 182       | Ma Binyan      | DNF-3     |
| 183       | Yu Tao Shen    |           |
| 184       | Li Zhen        | DNF-4     |
| 185       | Sun Changsheng |           |
| 186       | Teng Geng      |           |
| 187       | Yu Jiaqing     |           |

Legenda: DNF – nie ukończył etapu, OTL – przekroczył limit czasu, DNS – nie wystartował do etapu, DSQ – zdyskwalifikowany. Numer przy skrócie oznacza etap, na którym kolarz opuścił wyścig.

## Wyniki etapów

### Etap 1
| Fangchenggang - Fangchenggang | płaski | (149,4 km) |

| \| Klasyfikacja etapu \| Klasyfikacja etapu \| Klasyfikacja etapu \| Klasyfikacja etapu \| Klasyfikacja etapu \| \| Kolarz \| Kolarz \| Państwo \| Drużyna \| Czas \| \| ------------------ \| --------------------- \| ------------------ \| --------------------- \| ------------------ \| \| 1. \| Lionel Taminiaux \| Belgia \| Lotto Dstny \| 3h 17' 58" \| \| 2. \| Gijs Van Hoecke \| Belgia \| Intermarché-Wanty \| + 0" \| \| 3. \| Juan Sebastián Molano \| Kolumbia \| UAE Team Emirates \| + 0" \| \| 4. \| Ethan Vernon \| Wielka Brytania \| Israel-Premier Tech \| + 0" \| \| 5. \| Max Kanter \| Niemcy \| Astana Qazaqstan Team \| + 0" \| \| 6. \| Blake Quick \| Australia \| Team Jayco AlUla \| + 0" \| \| 7. \| Dušan Rajović \| Serbia \| Bahrain Victorious \| + 0" \| \| 8. \| Milan Fretin \| Belgia \| Cofidis \| + 0" \| \| 9. \| Riley Pickrell \| Kanada \| Israel-Premier Tech \| + 0" \| \| 10. \| Luke Lamperti \| Stany Zjednoczone \| Soudal Quick-Step \| + 0" \| |                       |                   |                       |            |
| |                       |                   |                       |            |
| |                       |                   |                       |            |
| Klasyfikacja etapu |                       |                   |                       |            |
| Kolarz | Kolarz                | Państwo           | Drużyna               | Czas       |
| 1. | Lionel Taminiaux      | Belgia            | Lotto Dstny           | 3h 17' 58" |
| 2. | Gijs Van Hoecke       | Belgia            | Intermarché-Wanty     | + 0"       |
| 3. | Juan Sebastián Molano | Kolumbia          | UAE Team Emirates     | + 0"       |
| 4. | Ethan Vernon          | Wielka Brytania   | Israel-Premier Tech   | + 0"       |
| 5. | Max Kanter            | Niemcy            | Astana Qazaqstan Team | + 0"       |
| 6. | Blake Quick           | Australia         | Team Jayco AlUla      | + 0"       |
| 7. | Dušan Rajović         | Serbia            | Bahrain Victorious    | + 0"       |
| 8. | Milan Fretin          | Belgia            | Cofidis               | + 0"       |
| 9. | Riley Pickrell        | Kanada            | Israel-Premier Tech   | + 0"       |
| 10. | Luke Lamperti         | Stany Zjednoczone | Soudal Quick-Step     | + 0"       |

| \| Klasyfikacja generalna \| Klasyfikacja generalna \| Klasyfikacja generalna \| Klasyfikacja generalna \| Klasyfikacja generalna \| \| Kolarz \| Kolarz \| Państwo \| Drużyna \| Czas \| \| ---------------------- \| ---------------------- \| ---------------------- \| -------------------------- \| ---------------------- \| \| 1. \| Lionel Taminiaux \| Belgia \| Lotto Dstny \| 3h 17' 48" \| \| 2. \| Gijs Van Hoecke \| Belgia \| Intermarché-Wanty \| + 4" \| \| 3. \| Stan Dewulf \| Belgia \| Decathlon-AG2R La Mondiale \| + 5" \| \| 4. \| Rune Herregodts \| Belgia \| Intermarché-Wanty \| + 5" \| \| 5. \| Juan Sebastián Molano \| Kolumbia \| UAE Team Emirates \| + 6" \| \| 6. \| Jhonatan Narváez \| Ekwador \| Ineos Grenadiers \| + 9" \| \| 7. \| Robert Stannard \| Australia \| Bahrain Victorious \| + 9" \| \| 8. \| Ethan Vernon \| Wielka Brytania \| Israel-Premier Tech \| + 10" \| \| 9. \| Max Kanter \| Niemcy \| Astana Qazaqstan Team \| + 10" \| \| 10. \| Blake Quick \| Australia \| Team Jayco AlUla \| + 10" \| |                       |                 |                            |            |
| |                       |                 |                            |            |
| |                       |                 |                            |            |
| Klasyfikacja generalna |                       |                 |                            |            |
| Kolarz | Kolarz                | Państwo         | Drużyna                    | Czas       |
| 1. | Lionel Taminiaux      | Belgia          | Lotto Dstny                | 3h 17' 48" |
| 2. | Gijs Van Hoecke       | Belgia          | Intermarché-Wanty          | + 4"       |
| 3. | Stan Dewulf           | Belgia          | Decathlon-AG2R La Mondiale | + 5"       |
| 4. | Rune Herregodts       | Belgia          | Intermarché-Wanty          | + 5"       |
| 5. | Juan Sebastián Molano | Kolumbia        | UAE Team Emirates          | + 6"       |
| 6. | Jhonatan Narváez      | Ekwador         | Ineos Grenadiers           | + 9"       |
| 7. | Robert Stannard       | Australia       | Bahrain Victorious         | + 9"       |
| 8. | Ethan Vernon          | Wielka Brytania | Israel-Premier Tech        | + 10"      |
| 9. | Max Kanter            | Niemcy          | Astana Qazaqstan Team      | + 10"      |
| 10. | Blake Quick           | Australia       | Team Jayco AlUla           | + 10"      |

### Etap 2
| Chongzuo - Jingxi City | pagórkowaty | (181,5 km) |

| \| Klasyfikacja etapu \| Klasyfikacja etapu \| Klasyfikacja etapu \| Klasyfikacja etapu \| Klasyfikacja etapu \| \| Kolarz \| Kolarz \| Państwo \| Drużyna \| Czas \| \| ------------------ \| --------------------- \| ------------------ \| --------------------- \| ------------------ \| \| 1. \| Warre Vangheluwe \| Belgia \| Soudal Quick-Step \| 3h 49' 29" \| \| 2. \| Max Kanter \| Niemcy \| Astana Qazaqstan Team \| + 0" \| \| 3. \| Jake Stewart \| Wielka Brytania \| Israel-Premier Tech \| + 0" \| \| 4. \| Alberto Bruttomesso \| Włochy \| Bahrain Victorious \| + 0" \| \| 5. \| Matevž Govekar \| Słowenia \| Bahrain Victorious \| + 0" \| \| 6. \| Davide Cimolai \| Włochy \| Movistar Team \| + 0" \| \| 7. \| Ethan Vernon \| Wielka Brytania \| Israel-Premier Tech \| + 0" \| \| 8. \| Juan Sebastián Molano \| Kolumbia \| UAE Team Emirates \| + 0" \| \| 9. \| Gijs Van Hoecke \| Belgia \| Intermarché-Wanty \| + 0" \| \| 10. \| Natnael Tesfatsion \| Erytrea \| Lidl-Trek \| + 0" \| |                       |                 |                       |            |
| |                       |                 |                       |            |
| |                       |                 |                       |            |
| Klasyfikacja etapu |                       |                 |                       |            |
| Kolarz | Kolarz                | Państwo         | Drużyna               | Czas       |
| 1. | Warre Vangheluwe      | Belgia          | Soudal Quick-Step     | 3h 49' 29" |
| 2. | Max Kanter            | Niemcy          | Astana Qazaqstan Team | + 0"       |
| 3. | Jake Stewart          | Wielka Brytania | Israel-Premier Tech   | + 0"       |
| 4. | Alberto Bruttomesso   | Włochy          | Bahrain Victorious    | + 0"       |
| 5. | Matevž Govekar        | Słowenia        | Bahrain Victorious    | + 0"       |
| 6. | Davide Cimolai        | Włochy          | Movistar Team         | + 0"       |
| 7. | Ethan Vernon          | Wielka Brytania | Israel-Premier Tech   | + 0"       |
| 8. | Juan Sebastián Molano | Kolumbia        | UAE Team Emirates     | + 0"       |
| 9. | Gijs Van Hoecke       | Belgia          | Intermarché-Wanty     | + 0"       |
| 10. | Natnael Tesfatsion    | Erytrea         | Lidl-Trek             | + 0"       |

| \| Klasyfikacja generalna \| Klasyfikacja generalna \| Klasyfikacja generalna \| Klasyfikacja generalna \| Klasyfikacja generalna \| \| Kolarz \| Kolarz \| Państwo \| Drużyna \| Czas \| \| ---------------------- \| ---------------------- \| ---------------------- \| -------------------------- \| ---------------------- \| \| 1. \| Max Kanter \| Niemcy \| Astana Qazaqstan Team \| 7h 07' 21" \| \| 2. \| Gijs Van Hoecke \| Belgia \| Intermarché-Wanty \| + 0" \| \| 3. \| Stan Dewulf \| Belgia \| Decathlon-AG2R La Mondiale \| + 1" \| \| 4. \| Filip Maciejuk \| Polska \| Red Bull-Bora-Hansgrohe \| + 1" \| \| 5. \| Dries De Bondt \| Belgia \| Decathlon-AG2R La Mondiale \| + 1" \| \| 6. \| Rune Herregodts \| Belgia \| Intermarché-Wanty \| + 1" \| \| 7. \| Juan Sebastián Molano \| Kolumbia \| UAE Team Emirates \| + 2" \| \| 8. \| Jake Stewart \| Wielka Brytania \| Israel-Premier Tech \| + 2" \| \| 9. \| Robert Stannard \| Australia \| Bahrain Victorious \| + 5" \| \| 10. \| Martin Svrček \| Słowacja \| Soudal Quick-Step \| + 5" \| |                       |                 |                            |            |
| |                       |                 |                            |            |
| |                       |                 |                            |            |
| Klasyfikacja generalna |                       |                 |                            |            |
| Kolarz | Kolarz                | Państwo         | Drużyna                    | Czas       |
| 1. | Max Kanter            | Niemcy          | Astana Qazaqstan Team      | 7h 07' 21" |
| 2. | Gijs Van Hoecke       | Belgia          | Intermarché-Wanty          | + 0"       |
| 3. | Stan Dewulf           | Belgia          | Decathlon-AG2R La Mondiale | + 1"       |
| 4. | Filip Maciejuk        | Polska          | Red Bull-Bora-Hansgrohe    | + 1"       |
| 5. | Dries De Bondt        | Belgia          | Decathlon-AG2R La Mondiale | + 1"       |
| 6. | Rune Herregodts       | Belgia          | Intermarché-Wanty          | + 1"       |
| 7. | Juan Sebastián Molano | Kolumbia        | UAE Team Emirates          | + 2"       |
| 8. | Jake Stewart          | Wielka Brytania | Israel-Premier Tech        | + 2"       |
| 9. | Robert Stannard       | Australia       | Bahrain Victorious         | + 5"       |
| 10. | Martin Svrček         | Słowacja        | Soudal Quick-Step          | + 5"       |

### Etap 3
| Jingxi City - Bama Yao Autonomous County | pagórkowaty | (214 km) |

| \| Klasyfikacja etapu \| Klasyfikacja etapu \| Klasyfikacja etapu \| Klasyfikacja etapu \| Klasyfikacja etapu \| \| Kolarz \| Kolarz \| Państwo \| Drużyna \| Czas \| \| ------------------ \| --------------------- \| ------------------ \| --------------------- \| ------------------ \| \| 1. \| Ethan Vernon \| Wielka Brytania \| Israel-Premier Tech \| 4h 44' 04" \| \| 2. \| Juan Sebastián Molano \| Kolumbia \| UAE Team Emirates \| + 0" \| \| 3. \| Riley Pickrell \| Kanada \| Israel-Premier Tech \| + 0" \| \| 4. \| Milan Fretin \| Belgia \| Cofidis \| + 0" \| \| 5. \| Marijn van den Berg \| Holandia \| EF Education-EasyPost \| + 0" \| \| 6. \| Luke Lamperti \| Stany Zjednoczone \| Soudal Quick-Step \| + 0" \| \| 7. \| Gijs Van Hoecke \| Belgia \| Intermarché-Wanty \| + 0" \| \| 8. \| Max Kanter \| Niemcy \| Astana Qazaqstan Team \| + 0" \| \| 9. \| Davide Cimolai \| Włochy \| Movistar Team \| + 0" \| \| 10. \| Iván García Cortina \| Hiszpania \| Movistar Team \| + 0" \| |                       |                   |                       |            |
| |                       |                   |                       |            |
| |                       |                   |                       |            |
| Klasyfikacja etapu |                       |                   |                       |            |
| Kolarz | Kolarz                | Państwo           | Drużyna               | Czas       |
| 1. | Ethan Vernon          | Wielka Brytania   | Israel-Premier Tech   | 4h 44' 04" |
| 2. | Juan Sebastián Molano | Kolumbia          | UAE Team Emirates     | + 0"       |
| 3. | Riley Pickrell        | Kanada            | Israel-Premier Tech   | + 0"       |
| 4. | Milan Fretin          | Belgia            | Cofidis               | + 0"       |
| 5. | Marijn van den Berg   | Holandia          | EF Education-EasyPost | + 0"       |
| 6. | Luke Lamperti         | Stany Zjednoczone | Soudal Quick-Step     | + 0"       |
| 7. | Gijs Van Hoecke       | Belgia            | Intermarché-Wanty     | + 0"       |
| 8. | Max Kanter            | Niemcy            | Astana Qazaqstan Team | + 0"       |
| 9. | Davide Cimolai        | Włochy            | Movistar Team         | + 0"       |
| 10. | Iván García Cortina   | Hiszpania         | Movistar Team         | + 0"       |

| \| Klasyfikacja generalna \| Klasyfikacja generalna \| Klasyfikacja generalna \| Klasyfikacja generalna \| Klasyfikacja generalna \| \| Kolarz \| Kolarz \| Państwo \| Drużyna \| Czas \| \| ---------------------- \| ---------------------- \| ---------------------- \| -------------------------- \| ---------------------- \| \| 1. \| Ethan Vernon \| Wielka Brytania \| Israel-Premier Tech \| 11h 51' 21" \| \| 2. \| Juan Sebastián Molano \| Kolumbia \| UAE Team Emirates \| + 0" \| \| 3. \| Dries De Bondt \| Belgia \| Decathlon-AG2R La Mondiale \| + 2" \| \| 4. \| Max Kanter \| Niemcy \| Astana Qazaqstan Team \| + 4" \| \| 5. \| Gijs Van Hoecke \| Belgia \| Intermarché-Wanty \| + 4" \| \| 6. \| Stan Dewulf \| Belgia \| Decathlon-AG2R La Mondiale \| + 5" \| \| 7. \| Filip Maciejuk \| Polska \| Red Bull-Bora-Hansgrohe \| + 5" \| \| 8. \| Rune Herregodts \| Belgia \| Intermarché-Wanty \| + 5" \| \| 9. \| Jake Stewart \| Wielka Brytania \| Israel-Premier Tech \| + 6" \| \| 10. \| Robert Stannard \| Australia \| Bahrain Victorious \| + 8" \| |                       |                 |                            |             |
| |                       |                 |                            |             |
| |                       |                 |                            |             |
| Klasyfikacja generalna |                       |                 |                            |             |
| Kolarz | Kolarz                | Państwo         | Drużyna                    | Czas        |
| 1. | Ethan Vernon          | Wielka Brytania | Israel-Premier Tech        | 11h 51' 21" |
| 2. | Juan Sebastián Molano | Kolumbia        | UAE Team Emirates          | + 0"        |
| 3. | Dries De Bondt        | Belgia          | Decathlon-AG2R La Mondiale | + 2"        |
| 4. | Max Kanter            | Niemcy          | Astana Qazaqstan Team      | + 4"        |
| 5. | Gijs Van Hoecke       | Belgia          | Intermarché-Wanty          | + 4"        |
| 6. | Stan Dewulf           | Belgia          | Decathlon-AG2R La Mondiale | + 5"        |
| 7. | Filip Maciejuk        | Polska          | Red Bull-Bora-Hansgrohe    | + 5"        |
| 8. | Rune Herregodts       | Belgia          | Intermarché-Wanty          | + 5"        |
| 9. | Jake Stewart          | Wielka Brytania | Israel-Premier Tech        | + 6"        |
| 10. | Robert Stannard       | Australia       | Bahrain Victorious         | + 8"        |

### Etap 4
| Bama Yao Autonomous County - Jinchengjiang District | pagórkowaty | (176,9 km) |

| \| Klasyfikacja etapu \| Klasyfikacja etapu \| Klasyfikacja etapu \| Klasyfikacja etapu \| Klasyfikacja etapu \| \| Kolarz \| Kolarz \| Państwo \| Drużyna \| Czas \| \| ------------------ \| ------------------- \| ------------------ \| -------------------------- \| ------------------ \| \| 1. \| Ethan Vernon \| Wielka Brytania \| Israel-Premier Tech \| 4h 02' 11" \| \| 2. \| Max Kanter \| Niemcy \| Astana Qazaqstan Team \| + 0" \| \| 3. \| Alberto Bruttomesso \| Włochy \| Bahrain Victorious \| + 0" \| \| 4. \| Lionel Taminiaux \| Belgia \| Lotto Dstny \| + 0" \| \| 5. \| Mick van Dijke \| Holandia \| Team Visma \\| Lease a Bike \| + 0" \| \| 6. \| Davide Cimolai \| Włochy \| Movistar Team \| + 0" \| \| 7. \| Riley Pickrell \| Kanada \| Israel-Premier Tech \| + 0" \| \| 8. \| Niklas Märkl \| Niemcy \| Team dsm-firmenich PostNL \| + 0" \| \| 9. \| Matevž Govekar \| Słowenia \| Bahrain Victorious \| + 0" \| \| 10. \| Gijs Van Hoecke \| Belgia \| Intermarché-Wanty \| + 0" \| |                     |                 |                            |            |
| |                     |                 |                            |            |
| |                     |                 |                            |            |
| Klasyfikacja etapu |                     |                 |                            |            |
| Kolarz | Kolarz              | Państwo         | Drużyna                    | Czas       |
| 1. | Ethan Vernon        | Wielka Brytania | Israel-Premier Tech        | 4h 02' 11" |
| 2. | Max Kanter          | Niemcy          | Astana Qazaqstan Team      | + 0"       |
| 3. | Alberto Bruttomesso | Włochy          | Bahrain Victorious         | + 0"       |
| 4. | Lionel Taminiaux    | Belgia          | Lotto Dstny                | + 0"       |
| 5. | Mick van Dijke      | Holandia        | Team Visma \| Lease a Bike | + 0"       |
| 6. | Davide Cimolai      | Włochy          | Movistar Team              | + 0"       |
| 7. | Riley Pickrell      | Kanada          | Israel-Premier Tech        | + 0"       |
| 8. | Niklas Märkl        | Niemcy          | Team dsm-firmenich PostNL  | + 0"       |
| 9. | Matevž Govekar      | Słowenia        | Bahrain Victorious         | + 0"       |
| 10. | Gijs Van Hoecke     | Belgia          | Intermarché-Wanty          | + 0"       |

| \| Klasyfikacja generalna \| Klasyfikacja generalna \| Klasyfikacja generalna \| Klasyfikacja generalna \| Klasyfikacja generalna \| \| Kolarz \| Kolarz \| Państwo \| Drużyna \| Czas \| \| ---------------------- \| ---------------------- \| ---------------------- \| -------------------------- \| ---------------------- \| \| 1. \| Max Kanter \| Niemcy \| Astana Qazaqstan Team \| 15h 53' 30" \| \| 2. \| Stan Dewulf \| Belgia \| Decathlon-AG2R La Mondiale \| + 1" \| \| 3. \| Juan Sebastián Molano \| Kolumbia \| UAE Team Emirates \| + 2" \| \| 4. \| Dries De Bondt \| Belgia \| Decathlon-AG2R La Mondiale \| + 4" \| \| 5. \| Gijs Van Hoecke \| Belgia \| Intermarché-Wanty \| + 6" \| \| 6. \| Filip Maciejuk \| Polska \| Red Bull-Bora-Hansgrohe \| + 7" \| \| 7. \| Rune Herregodts \| Belgia \| Intermarché-Wanty \| + 7" \| \| 8. \| Jake Stewart \| Wielka Brytania \| Israel-Premier Tech \| + 8" \| \| 9. \| Alberto Bruttomesso \| Włochy \| Bahrain Victorious \| + 8" \| \| 10. \| Robert Stannard \| Australia \| Bahrain Victorious \| + 10" \| |                       |                 |                            |             |
| |                       |                 |                            |             |
| |                       |                 |                            |             |
| Klasyfikacja generalna |                       |                 |                            |             |
| Kolarz | Kolarz                | Państwo         | Drużyna                    | Czas        |
| 1. | Max Kanter            | Niemcy          | Astana Qazaqstan Team      | 15h 53' 30" |
| 2. | Stan Dewulf           | Belgia          | Decathlon-AG2R La Mondiale | + 1"        |
| 3. | Juan Sebastián Molano | Kolumbia        | UAE Team Emirates          | + 2"        |
| 4. | Dries De Bondt        | Belgia          | Decathlon-AG2R La Mondiale | + 4"        |
| 5. | Gijs Van Hoecke       | Belgia          | Intermarché-Wanty          | + 6"        |
| 6. | Filip Maciejuk        | Polska          | Red Bull-Bora-Hansgrohe    | + 7"        |
| 7. | Rune Herregodts       | Belgia          | Intermarché-Wanty          | + 7"        |
| 8. | Jake Stewart          | Wielka Brytania | Israel-Premier Tech        | + 8"        |
| 9. | Alberto Bruttomesso   | Włochy          | Bahrain Victorious         | + 8"        |
| 10. | Robert Stannard       | Australia       | Bahrain Victorious         | + 10"       |

### Etap 5
| Yizhou District - Nongla Provincial Natural Reserve | pagórkowaty | (165,8 km) |

| \| Klasyfikacja etapu \| Klasyfikacja etapu \| Klasyfikacja etapu \| Klasyfikacja etapu \| Klasyfikacja etapu \| \| Kolarz \| Kolarz \| Państwo \| Drużyna \| Czas \| \| ------------------ \| ------------------- \| ------------------ \| -------------------------- \| ------------------ \| \| 1. \| Lennert Van Eetvelt \| Belgia \| Lotto Dstny \| 3h 36' 18" \| \| 2. \| Oscar Onley \| Wielka Brytania \| Team dsm-firmenich PostNL \| + 2" \| \| 3. \| Alex Baudin \| Francja \| Decathlon-AG2R La Mondiale \| + 9" \| \| 4. \| Victor Lafay \| Francja \| Decathlon-AG2R La Mondiale \| + 9" \| \| 5. \| Pawieł Siwakow \| Francja \| UAE Team Emirates \| + 11" \| \| 6. \| Giovanni Aleotti \| Włochy \| Red Bull-Bora-Hansgrohe \| + 15" \| \| 7. \| Lorenzo Fortunato \| Włochy \| Astana Qazaqstan Team \| + 23" \| \| 8. \| Ewen Costiou \| Francja \| Arkéa-B&B Hotels \| + 25" \| \| 9. \| Welay Berehe \| Etiopia \| Team Jayco AlUla \| + 26" \| \| 10. \| Felix Großschartner \| Austria \| UAE Team Emirates \| + 26" \| |                     |                 |                            |            |
| |                     |                 |                            |            |
| |                     |                 |                            |            |
| Klasyfikacja etapu |                     |                 |                            |            |
| Kolarz | Kolarz              | Państwo         | Drużyna                    | Czas       |
| 1. | Lennert Van Eetvelt | Belgia          | Lotto Dstny                | 3h 36' 18" |
| 2. | Oscar Onley         | Wielka Brytania | Team dsm-firmenich PostNL  | + 2"       |
| 3. | Alex Baudin         | Francja         | Decathlon-AG2R La Mondiale | + 9"       |
| 4. | Victor Lafay        | Francja         | Decathlon-AG2R La Mondiale | + 9"       |
| 5. | Pawieł Siwakow      | Francja         | UAE Team Emirates          | + 11"      |
| 6. | Giovanni Aleotti    | Włochy          | Red Bull-Bora-Hansgrohe    | + 15"      |
| 7. | Lorenzo Fortunato   | Włochy          | Astana Qazaqstan Team      | + 23"      |
| 8. | Ewen Costiou        | Francja         | Arkéa-B&B Hotels           | + 25"      |
| 9. | Welay Berehe        | Etiopia         | Team Jayco AlUla           | + 26"      |
| 10. | Felix Großschartner | Austria         | UAE Team Emirates          | + 26"      |

| \| Klasyfikacja generalna \| Klasyfikacja generalna \| Klasyfikacja generalna \| Klasyfikacja generalna \| Klasyfikacja generalna \| \| Kolarz \| Kolarz \| Państwo \| Drużyna \| Czas \| \| ---------------------- \| ---------------------- \| ---------------------- \| -------------------------- \| ---------------------- \| \| 1. \| Lennert Van Eetvelt \| Belgia \| Lotto Dstny \| 19h 29' 50" \| \| 2. \| Oscar Onley \| Wielka Brytania \| Team dsm-firmenich PostNL \| + 5" \| \| 3. \| Alex Baudin \| Francja \| Decathlon-AG2R La Mondiale \| + 15" \| \| 4. \| Victor Lafay \| Francja \| Decathlon-AG2R La Mondiale \| + 19" \| \| 5. \| Pawieł Siwakow \| Francja \| UAE Team Emirates \| + 21" \| \| 6. \| Giovanni Aleotti \| Włochy \| Red Bull-Bora-Hansgrohe \| + 25" \| \| 7. \| Lorenzo Fortunato \| Włochy \| Astana Qazaqstan Team \| + 33" \| \| 8. \| Ewen Costiou \| Francja \| Arkéa-B&B Hotels \| + 35" \| \| 9. \| Quinn Simmons \| Stany Zjednoczone \| Lidl-Trek \| + 36" \| \| 10. \| Felix Großschartner \| Austria \| UAE Team Emirates \| + 36" \| |                     |                   |                            |             |
| |                     |                   |                            |             |
| |                     |                   |                            |             |
| Klasyfikacja generalna |                     |                   |                            |             |
| Kolarz | Kolarz              | Państwo           | Drużyna                    | Czas        |
| 1. | Lennert Van Eetvelt | Belgia            | Lotto Dstny                | 19h 29' 50" |
| 2. | Oscar Onley         | Wielka Brytania   | Team dsm-firmenich PostNL  | + 5"        |
| 3. | Alex Baudin         | Francja           | Decathlon-AG2R La Mondiale | + 15"       |
| 4. | Victor Lafay        | Francja           | Decathlon-AG2R La Mondiale | + 19"       |
| 5. | Pawieł Siwakow      | Francja           | UAE Team Emirates          | + 21"       |
| 6. | Giovanni Aleotti    | Włochy            | Red Bull-Bora-Hansgrohe    | + 25"       |
| 7. | Lorenzo Fortunato   | Włochy            | Astana Qazaqstan Team      | + 33"       |
| 8. | Ewen Costiou        | Francja           | Arkéa-B&B Hotels           | + 35"       |
| 9. | Quinn Simmons       | Stany Zjednoczone | Lidl-Trek                  | + 36"       |
| 10. | Felix Großschartner | Austria           | UAE Team Emirates          | + 36"       |

### Etap 6
| Nanning - Nanning | pagórkowaty | (134,3 km) |

| \| Klasyfikacja etapu \| Klasyfikacja etapu \| Klasyfikacja etapu \| Klasyfikacja etapu \| Klasyfikacja etapu \| \| Kolarz \| Kolarz \| Państwo \| Drużyna \| Czas \| \| ------------------ \| ------------------- \| ------------------ \| -------------------------- \| ------------------ \| \| 1. \| Matevž Govekar \| Słowenia \| Bahrain Victorious \| 2h 51' 55" \| \| 2. \| Marijn van den Berg \| Holandia \| EF Education-EasyPost \| + 0" \| \| 3. \| Robert Stannard \| Australia \| Bahrain Victorious \| + 0" \| \| 4. \| Joseph Blackmore \| Wielka Brytania \| Israel-Premier Tech \| + 0" \| \| 5. \| Matis Louvel \| Francja \| Arkéa-B&B Hotels \| + 0" \| \| 6. \| Stan Dewulf \| Belgia \| Decathlon-AG2R La Mondiale \| + 0" \| \| 7. \| Natnael Tesfatsion \| Erytrea \| Lidl-Trek \| + 0" \| \| 8. \| Martin Svrček \| Słowacja \| Soudal Quick-Step \| + 0" \| \| 9. \| Alex Baudin \| Francja \| Decathlon-AG2R La Mondiale \| + 0" \| \| 10. \| Rune Herregodts \| Belgia \| Intermarché-Wanty \| + 0" \| |                     |                 |                            |            |
| |                     |                 |                            |            |
| |                     |                 |                            |            |
| Klasyfikacja etapu |                     |                 |                            |            |
| Kolarz | Kolarz              | Państwo         | Drużyna                    | Czas       |
| 1. | Matevž Govekar      | Słowenia        | Bahrain Victorious         | 2h 51' 55" |
| 2. | Marijn van den Berg | Holandia        | EF Education-EasyPost      | + 0"       |
| 3. | Robert Stannard     | Australia       | Bahrain Victorious         | + 0"       |
| 4. | Joseph Blackmore    | Wielka Brytania | Israel-Premier Tech        | + 0"       |
| 5. | Matis Louvel        | Francja         | Arkéa-B&B Hotels           | + 0"       |
| 6. | Stan Dewulf         | Belgia          | Decathlon-AG2R La Mondiale | + 0"       |
| 7. | Natnael Tesfatsion  | Erytrea         | Lidl-Trek                  | + 0"       |
| 8. | Martin Svrček       | Słowacja        | Soudal Quick-Step          | + 0"       |
| 9. | Alex Baudin         | Francja         | Decathlon-AG2R La Mondiale | + 0"       |
| 10. | Rune Herregodts     | Belgia          | Intermarché-Wanty          | + 0"       |

## Klasyfikacje

### Klasyfikacja generalna
| \| Klasyfikacja generalna \| Klasyfikacja generalna \| Klasyfikacja generalna \| Klasyfikacja generalna \| Klasyfikacja generalna \| \| Kolarz \| Kolarz \| Państwo \| Drużyna \| Czas \| \| ---------------------- \| ---------------------- \| ---------------------- \| -------------------------- \| ---------------------- \| \| 1. \| Lennert Van Eetvelt \| Belgia \| Lotto Dstny \| 22h 21' 45" \| \| 2. \| Oscar Onley \| Wielka Brytania \| Team dsm-firmenich PostNL \| + 5" \| \| 3. \| Alex Baudin \| Francja \| Decathlon-AG2R La Mondiale \| + 15" \| \| 4. \| Victor Lafay \| Francja \| Decathlon-AG2R La Mondiale \| + 19" \| \| 5. \| Pawieł Siwakow \| Francja \| UAE Team Emirates \| + 21" \| \| 6. \| Giovanni Aleotti \| Włochy \| Red Bull-Bora-Hansgrohe \| + 25" \| \| 7. \| Tim Wellens \| Belgia \| UAE Team Emirates \| + 31" \| \| 8. \| Lorenzo Fortunato \| Włochy \| Astana Qazaqstan Team \| + 33" \| \| 9. \| Ewen Costiou \| Francja \| Arkéa-B&B Hotels \| + 35" \| \| 10. \| Quinn Simmons \| Stany Zjednoczone \| Lidl-Trek \| + 36" \| |                     |                   |                            |             |
| |                     |                   |                            |             |
| Źródło: ProCyclingStats |                     |                   |                            |             |
| Klasyfikacja generalna |                     |                   |                            |             |
| Kolarz | Kolarz              | Państwo           | Drużyna                    | Czas        |
| 1. | Lennert Van Eetvelt | Belgia            | Lotto Dstny                | 22h 21' 45" |
| 2. | Oscar Onley         | Wielka Brytania   | Team dsm-firmenich PostNL  | + 5"        |
| 3. | Alex Baudin         | Francja           | Decathlon-AG2R La Mondiale | + 15"       |
| 4. | Victor Lafay        | Francja           | Decathlon-AG2R La Mondiale | + 19"       |
| 5. | Pawieł Siwakow      | Francja           | UAE Team Emirates          | + 21"       |
| 6. | Giovanni Aleotti    | Włochy            | Red Bull-Bora-Hansgrohe    | + 25"       |
| 7. | Tim Wellens         | Belgia            | UAE Team Emirates          | + 31"       |
| 8. | Lorenzo Fortunato   | Włochy            | Astana Qazaqstan Team      | + 33"       |
| 9. | Ewen Costiou        | Francja           | Arkéa-B&B Hotels           | + 35"       |
| 10. | Quinn Simmons       | Stany Zjednoczone | Lidl-Trek                  | + 36"       |

| Klasyfikacja punktowa | Klasyfikacja punktowa | Klasyfikacja punktowa | Klasyfikacja punktowa      | Klasyfikacja punktowa |
| Kolarz                | Kolarz                | Państwo               | Drużyna                    | Punkty                |
| --------------------- | --------------------- | --------------------- | -------------------------- | --------------------- |
| 1.                    | Ethan Vernon          | Wielka Brytania       | Israel-Premier Tech        | 38 pkt                |
| 2.                    | Stan Dewulf           | Belgia                | Decathlon-AG2R La Mondiale | 37 pkt                |
| 3.                    | Max Kanter            | Niemcy                | Astana Qazaqstan Team      | 29 pkt                |
| 4.                    | Warre Vangheluwe      | Belgia                | Soudal Quick-Step          | 27 pkt                |
| 5.                    | Matevž Govekar        | Słowenia              | Bahrain Victorious         | 23 pkt                |
| 6.                    | Lionel Taminiaux      | Belgia                | Lotto Dstny                | 22 pkt                |
| 7.                    | Juan Sebastián Molano | Kolumbia              | UAE Team Emirates          | 21 pkt                |
| 8.                    | Gijs Van Hoecke       | Belgia                | Intermarché-Wanty          | 17 pkt                |
| 9.                    | Dries De Bondt        | Belgia                | Decathlon-AG2R La Mondiale | 16 pkt                |
| 10.                   | Marijn van den Berg   | Holandia              | EF Education-EasyPost      | 16 pkt                |

| Klasyfikacja punktowa | Klasyfikacja punktowa | Klasyfikacja punktowa | Klasyfikacja punktowa      | Klasyfikacja punktowa |
| Kolarz                | Kolarz                | Państwo               | Drużyna                    | Punkty                |
| --------------------- | --------------------- | --------------------- | -------------------------- | --------------------- |
| 1.                    | Ethan Vernon          | Wielka Brytania       | Israel-Premier Tech        | 38 pkt                |
| 2.                    | Stan Dewulf           | Belgia                | Decathlon-AG2R La Mondiale | 37 pkt                |
| 3.                    | Max Kanter            | Niemcy                | Astana Qazaqstan Team      | 29 pkt                |
| 4.                    | Warre Vangheluwe      | Belgia                | Soudal Quick-Step          | 27 pkt                |
| 5.                    | Matevž Govekar        | Słowenia              | Bahrain Victorious         | 23 pkt                |
| 6.                    | Lionel Taminiaux      | Belgia                | Lotto Dstny                | 22 pkt                |
| 7.                    | Juan Sebastián Molano | Kolumbia              | UAE Team Emirates          | 21 pkt                |
| 8.                    | Gijs Van Hoecke       | Belgia                | Intermarché-Wanty          | 17 pkt                |
| 9.                    | Dries De Bondt        | Belgia                | Decathlon-AG2R La Mondiale | 16 pkt                |
| 10.                   | Marijn van den Berg   | Holandia              | EF Education-EasyPost      | 16 pkt                |

| Klasyfikacja górska | Klasyfikacja górska | Klasyfikacja górska | Klasyfikacja górska        | Klasyfikacja górska |
| Kolarz              | Kolarz              | Państwo             | Drużyna                    | Punkty              |
| ------------------- | ------------------- | ------------------- | -------------------------- | ------------------- |
| 1.                  | Pepijn Reinderink   | Holandia            | Soudal Quick-Step          | 28 pkt              |
| 2.                  | Tim Wellens         | Belgia              | UAE Team Emirates          | 22 pkt              |
| 3.                  | Stan Dewulf         | Belgia              | Decathlon-AG2R La Mondiale | 17 pkt              |
| 4.                  | Victor Lafay        | Francja             | Decathlon-AG2R La Mondiale | 16 pkt              |
| 5.                  | Dries De Bondt      | Belgia              | Decathlon-AG2R La Mondiale | 14 pkt              |
| 6.                  | Pawieł Siwakow      | Francja             | UAE Team Emirates          | 12 pkt              |
| 7.                  | Lennert Van Eetvelt | Belgia              | Lotto Dstny                | 10 pkt              |
| 8.                  | Sylvain Moniquet    | Belgia              | Lotto Dstny                | 10 pkt              |
| 9.                  | Rémi Cavagna        | Francja             | Movistar Team              | 8 pkt               |
| 10.                 | Thomas Champion     | Francja             | Cofidis                    | 5 pkt               |

| Klasyfikacja górska | Klasyfikacja górska | Klasyfikacja górska | Klasyfikacja górska        | Klasyfikacja górska |
| Kolarz              | Kolarz              | Państwo             | Drużyna                    | Punkty              |
| ------------------- | ------------------- | ------------------- | -------------------------- | ------------------- |
| 1.                  | Pepijn Reinderink   | Holandia            | Soudal Quick-Step          | 28 pkt              |
| 2.                  | Tim Wellens         | Belgia              | UAE Team Emirates          | 22 pkt              |
| 3.                  | Stan Dewulf         | Belgia              | Decathlon-AG2R La Mondiale | 17 pkt              |
| 4.                  | Victor Lafay        | Francja             | Decathlon-AG2R La Mondiale | 16 pkt              |
| 5.                  | Dries De Bondt      | Belgia              | Decathlon-AG2R La Mondiale | 14 pkt              |
| 6.                  | Pawieł Siwakow      | Francja             | UAE Team Emirates          | 12 pkt              |
| 7.                  | Lennert Van Eetvelt | Belgia              | Lotto Dstny                | 10 pkt              |
| 8.                  | Sylvain Moniquet    | Belgia              | Lotto Dstny                | 10 pkt              |
| 9.                  | Rémi Cavagna        | Francja             | Movistar Team              | 8 pkt               |
| 10.                 | Thomas Champion     | Francja             | Cofidis                    | 5 pkt               |

| Klasyfikacja młodzieżowa | Klasyfikacja młodzieżowa | Klasyfikacja młodzieżowa | Klasyfikacja młodzieżowa   | Klasyfikacja młodzieżowa |
| Kolarz                   | Kolarz                   | Państwo                  | Drużyna                    | Czas                     |
| ------------------------ | ------------------------ | ------------------------ | -------------------------- | ------------------------ |
| 1.                       | Lennert Van Eetvelt      | Belgia                   | Lotto Dstny                | 22h 21' 45"              |
| 2.                       | Oscar Onley              | Wielka Brytania          | Team dsm-firmenich PostNL  | + 5"                     |
| 3.                       | Alex Baudin              | Francja                  | Decathlon-AG2R La Mondiale | + 15"                    |
| 4.                       | Giovanni Aleotti         | Włochy                   | Red Bull-Bora-Hansgrohe    | + 25"                    |
| 5.                       | Ewen Costiou             | Francja                  | Arkéa-B&B Hotels           | + 35"                    |
| 6.                       | Quinn Simmons            | Stany Zjednoczone        | Lidl-Trek                  | + 36"                    |
| 7.                       | Welay Berehe             | Etiopia                  | Team Jayco AlUla           | + 36"                    |
| 8.                       | Alexander Hajek          | Austria                  | Red Bull-Bora-Hansgrohe    | + 43"                    |
| 9.                       | Johannes Staune-Mittet   | Norwegia                 | Team Visma \| Lease a Bike | + 43"                    |
| 10.                      | Max Poole                | Wielka Brytania          | Team dsm-firmenich PostNL  | + 1' 02"                 |

| Klasyfikacja młodzieżowa | Klasyfikacja młodzieżowa | Klasyfikacja młodzieżowa | Klasyfikacja młodzieżowa   | Klasyfikacja młodzieżowa |
| Kolarz                   | Kolarz                   | Państwo                  | Drużyna                    | Czas                     |
| ------------------------ | ------------------------ | ------------------------ | -------------------------- | ------------------------ |
| 1.                       | Lennert Van Eetvelt      | Belgia                   | Lotto Dstny                | 22h 21' 45"              |
| 2.                       | Oscar Onley              | Wielka Brytania          | Team dsm-firmenich PostNL  | + 5"                     |
| 3.                       | Alex Baudin              | Francja                  | Decathlon-AG2R La Mondiale | + 15"                    |
| 4.                       | Giovanni Aleotti         | Włochy                   | Red Bull-Bora-Hansgrohe    | + 25"                    |
| 5.                       | Ewen Costiou             | Francja                  | Arkéa-B&B Hotels           | + 35"                    |
| 6.                       | Quinn Simmons            | Stany Zjednoczone        | Lidl-Trek                  | + 36"                    |
| 7.                       | Welay Berehe             | Etiopia                  | Team Jayco AlUla           | + 36"                    |
| 8.                       | Alexander Hajek          | Austria                  | Red Bull-Bora-Hansgrohe    | + 43"                    |
| 9.                       | Johannes Staune-Mittet   | Norwegia                 | Team Visma \| Lease a Bike | + 43"                    |
| 10.                      | Max Poole                | Wielka Brytania          | Team dsm-firmenich PostNL  | + 1' 02"                 |

| Klasyfikacja drużynowa | Klasyfikacja drużynowa     | Klasyfikacja drużynowa       | Klasyfikacja drużynowa |
| Drużyna                | Drużyna                    | Państwo                      | Czas                   |
| ---------------------- | -------------------------- | ---------------------------- | ---------------------- |
| 1.                     | UAE Team Emirates          | Zjednoczone Emiraty Arabskie | 67h 06' 48"            |
| 2.                     | Decathlon-AG2R La Mondiale | Francja                      | + 42"                  |
| 3.                     | Red Bull-Bora-Hansgrohe    | Niemcy                       | + 1' 06"               |
| 4.                     | Lidl-Trek                  | Stany Zjednoczone            | + 1' 24"               |
| 5.                     | Arkéa-B&B Hotels           | Francja                      | + 2' 24"               |
| 6.                     | Lotto Dstny                | Belgia                       | + 3' 03"               |
| 7.                     | Intermarché-Wanty          | Belgia                       | + 4' 03"               |
| 8.                     | Team Visma \| Lease a Bike | Holandia                     | + 4' 11"               |
| 10.                    | EF Education-EasyPost      | Stany Zjednoczone            | + 4' 17"               |
| 10.                    | Soudal Quick-Step          | Belgia                       | + 4' 28"               |

| Klasyfikacja drużynowa | Klasyfikacja drużynowa     | Klasyfikacja drużynowa       | Klasyfikacja drużynowa |
| Drużyna                | Drużyna                    | Państwo                      | Czas                   |
| ---------------------- | -------------------------- | ---------------------------- | ---------------------- |
| 1.                     | UAE Team Emirates          | Zjednoczone Emiraty Arabskie | 67h 06' 48"            |
| 2.                     | Decathlon-AG2R La Mondiale | Francja                      | + 42"                  |
| 3.                     | Red Bull-Bora-Hansgrohe    | Niemcy                       | + 1' 06"               |
| 4.                     | Lidl-Trek                  | Stany Zjednoczone            | + 1' 24"               |
| 5.                     | Arkéa-B&B Hotels           | Francja                      | + 2' 24"               |
| 6.                     | Lotto Dstny                | Belgia                       | + 3' 03"               |
| 7.                     | Intermarché-Wanty          | Belgia                       | + 4' 03"               |
| 8.                     | Team Visma \| Lease a Bike | Holandia                     | + 4' 11"               |
| 10.                    | EF Education-EasyPost      | Stany Zjednoczone            | + 4' 17"               |
| 10.                    | Soudal Quick-Step          | Belgia                       | + 4' 28"               |

### Liderzy klasyfikacji
| Etap   |             | Pierwsze miejsce _  | Klasyfikacja generalna | Punktowa         | Górska            | Młodzieżowa         | Najaktywniejszych | Drużynowa           |
| ------ | ----------- | ------------------- | ---------------------- | ---------------- | ----------------- | ------------------- | ----------------- | ------------------- |
| 1      | płaski      | Lionel Taminiaux    | Lionel Taminiaux       | Lionel Taminiaux | brak danych       | Ethan Vernon        | Stan Dewulf       | Israel-Premier Tech |
| 2      | pagórkowaty | Warre Vangheluwe    | Max Kanter             | Max Kanter       | Dries De Bondt    | Filip Maciejuk      | Dries De Bondt    | Israel-Premier Tech |
| 3      | pagórkowaty | Ethan Vernon        | Ethan Vernon           | Ethan Vernon     | Dries De Bondt    | Ethan Vernon        | Pepijn Reinderink | Israel-Premier Tech |
| 4      | pagórkowaty | Ethan Vernon        | Max Kanter             | Ethan Vernon     | Pepijn Reinderink | Alberto Bruttomesso | brak danych       | brak danych         |
| 5      | pagórkowaty | Lennert Van Eetvelt | Lennert Van Eetvelt    | brak danych      | brak danych       | brak danych         | brak danych       | brak danych         |
| 6      | pagórkowaty | Matevž Govekar      | Lennert Van Eetvelt    | brak danych      | brak danych       | brak danych         | brak danych       | brak danych         |
| Koniec | Koniec      |                     | Lennert Van Eetvelt    | brak danych      | brak danych       | brak danych         | brak danych       | brak danych         |